# Antípatre (metge)
Antípatre (grec antic: Ἀντίπατρος, llatí: Antipater) va ser un metge grec autor de l'obra Περὶ Ψυχῆς ('De l'ànima'), la qual és citada un escoliasta d'Homer, en la qual diu que l'ànima augmentava, disminuïa i finalment moria amb el cos. Aquesta obra segurament és la que cita Diògenes Laerci i que de vegades s'atribueix a Antípatre de Tars.
Podria ser l'Antípatre que cita Galè, que formava part de l'Escola metòdica, una de les grans escoles de la medicina del món clàssic. Si és així, hauria viscut al segle i aC o una mica després. El citen Andròmac el jove, Escriboni Llarg i Celi Aurelià, que menciona el segon llibre d'una altra obra seva anomenada Epístoles. Les seves receptes i prescripcions són explicades amb aprovació per Galè i Aeci.